# Psaliodes crispata
Psaliodes crispata là một loài bướm đêm trong họ Geometridae.